# Pahtamoeras
Het Pahtamoeras, Zweeds: Pahtajänkkä, is een moeras in Zweden. Het moeras ligt in de gemeente Kiruna ten westen van de stad Kiruna en wordt doorkruist door:
- de Europese weg 10 tussen Kiruna en Narvik,
- de Spoorlijn Luleå - Narvik of de Ertsspoorlijn tussen dezelfde twee plaatsen
- de Pahtarivier
- en de Vuonarivier stroomt langs de noordkant van het gebied.

In het moeras ligt een aantal meren dat Pahtajärvet heet.
afwatering: Pahtamoeras → Pahtarivier → Rautasrivier → Torne → Botnische Golf